# Eutrichota setosa
Eutrichota setosa är en tvåvingeart som först beskrevs av Stein 1898.  Eutrichota setosa ingår i släktet Eutrichota och familjen blomsterflugor. Inga underarter finns listade i Catalogue of Life.